# پی‌یر پوژه
پیر پوژه (فرانسوی: Pierre Puget‎؛ ۱۶ اکتبر ۱۶۲۰ – ۲ دسامبر ۱۶۹۴) یک معمار، مجسمه‌ساز، و نقاش اهل فرانسه بود.

## نگارخانه

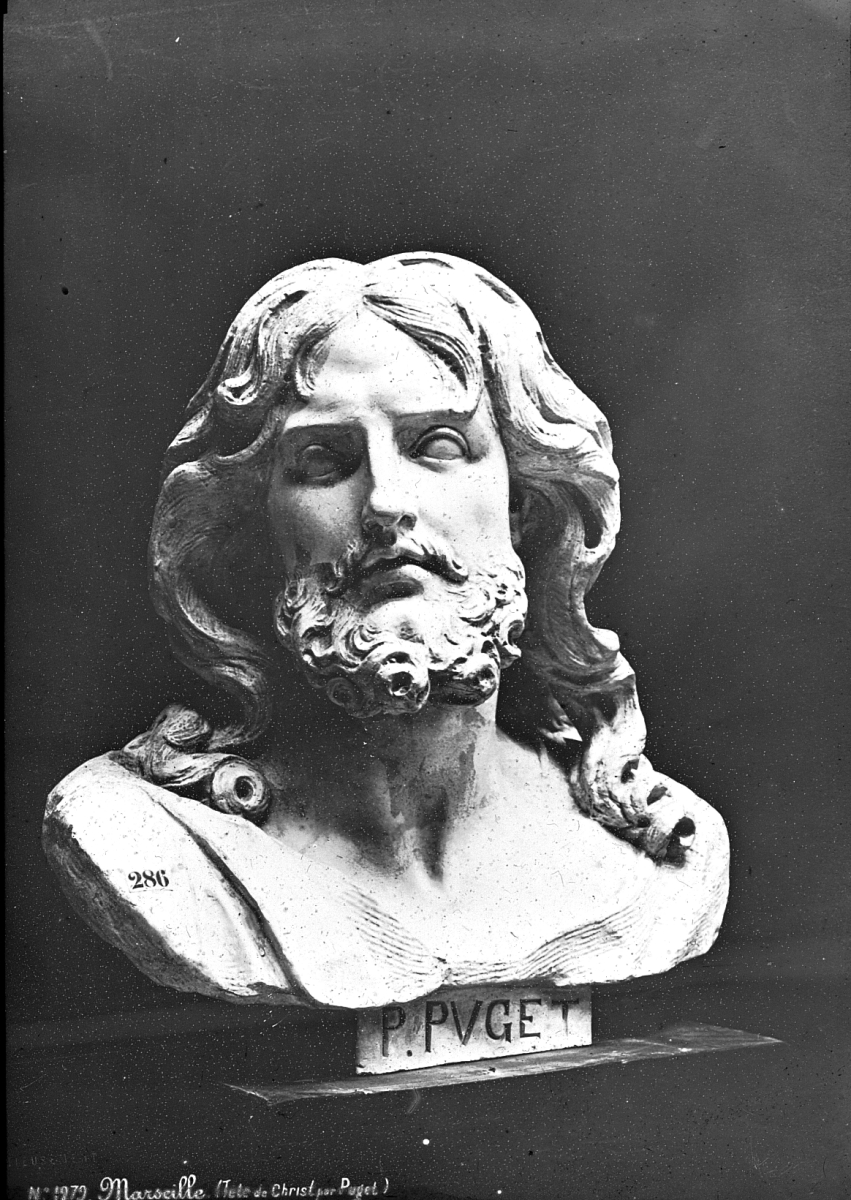
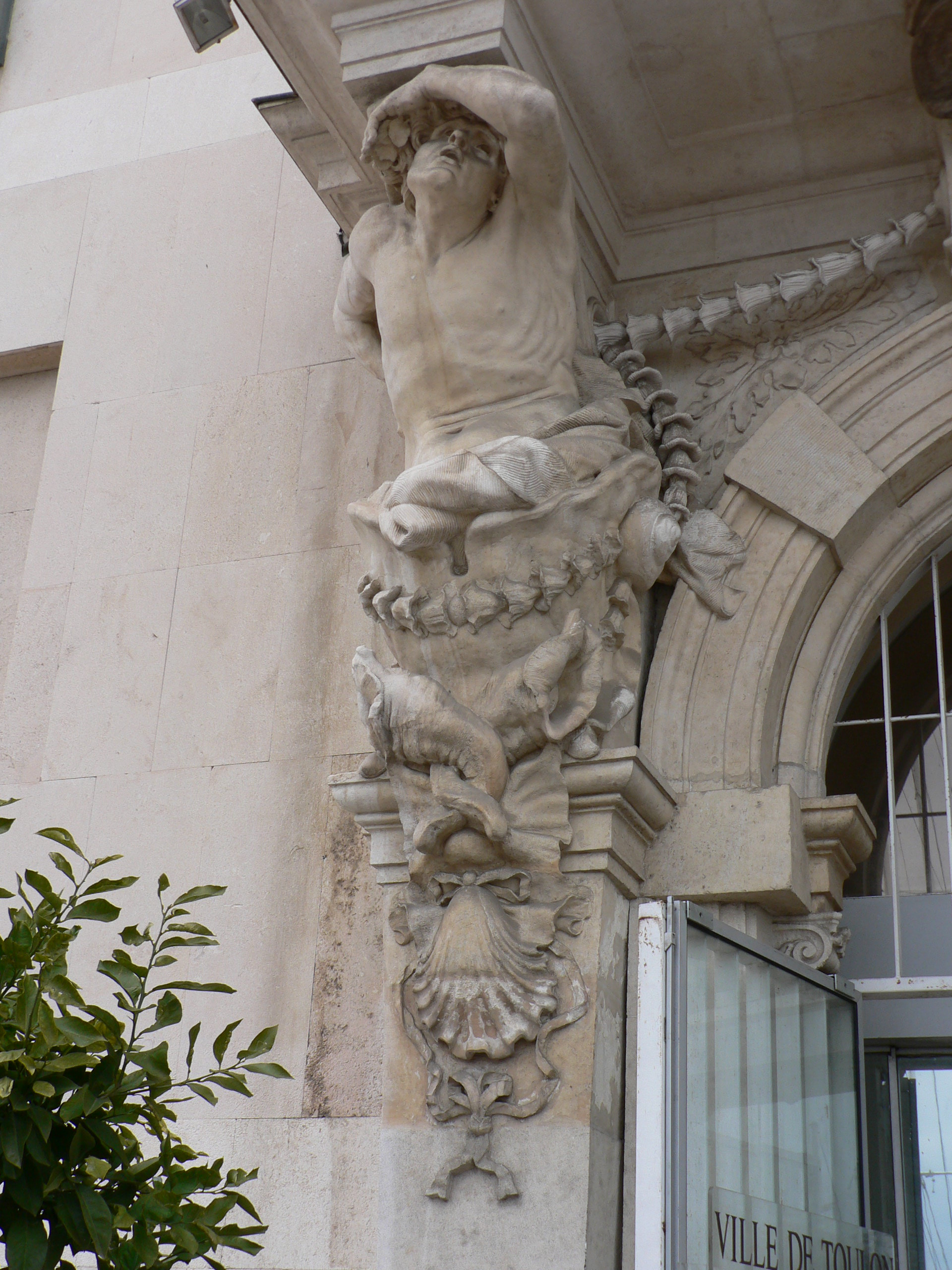
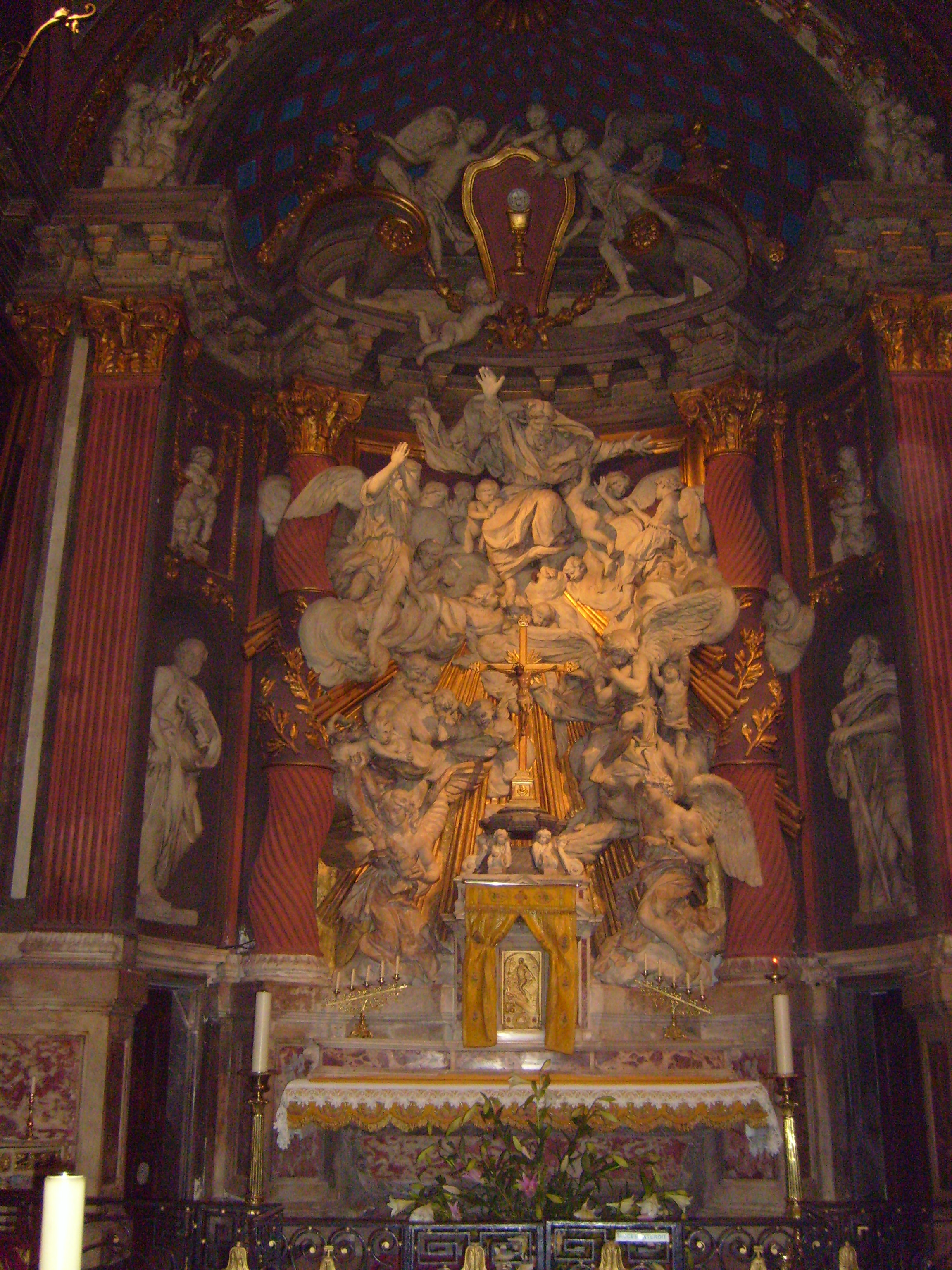